# 福利纳
福利纳（義大利語：Follina）是意大利威尼托大区特雷维索省的一个市镇。总面积24平方公里，人口4019人，人口密度167.5人/平方公里（2009年）。国家统计（ISTAT）代码为026027。

## 友好城市
- 德国维普费尔德